# Zatox
DJ Zatox, född 17 november 1975, artistnamn för Gerardo Roschini, är en italiensk hardstyle-DJ och -producent.
Zatox karriär började i slutet av 1990-talet, då han utvecklade ett eget sound med en blandning av italiensk konstmusik och hård dansmusik under namn som Supaboyz, Smashing Guys, Ironblood och Machine Head. Hans stil uppmärksammades så småningom av hardstylescenen. Han bokades till evenemang som Defqon.1, Qlimax, Q-Base, Hard Bass, Decibel Outdoor och InQontrol. Han skapade 2010 skivmärket Italian Hardstyle, som ger ut musik av bland andra Zatox själv, Tatanka, Davide Sonar, Vamper, Maxter och The R3bels.